# Alice Curtice Moyer
Alice Curtice Moyer Wing (1866 - 16 août 1937) est une écrivaine américaine et une suffragette. Son livre  A Romance of the Road (« Une romance sur la route ») est un pamphlet en faveur du droit de vote des femmes. A Romance of the Road est un livre positif, brillant et divertissant dans lequel on trouve des connaissances et un savoir faire qui proviennent de l'expérience de l'autrice et peuvent être réutilisés par les lecteurs. L'autrice y décrit la vie quotidienne d'une façon si personnelle et humaine que le lecteur se sent devenir une meilleure personne lors de la lecture.[Interprétation personnelle ?]

## Biographie

### Enfance et famille
Alice Curtice Moyer Wing est née en 1866 à Du Quoin, dans l'Illinois. Alors qu'elle était encore bébé, sa famille déménagea dans le sud-ouest du Missouri où ils furent parmi les premiers à développer le comté de Dallas, méritant ainsi le titre de pionniers. Dans A Romance of the Road (Une romance de la route) Alice décrit ses parents de la façon suivante selon cette traduction non officielle (le livre n'est pas publié en français) : « un père jeune et robuste qui défrichait et cultivait les terres et utilisait son éducation et sa culture de l'est des États-Unis dans son rôle de professeur dans l'école du district pendant les mois d'hiver et une mère jeune qui n'oubliait jamais de mettre des habits propres (de sa confection), même si elle avait beaucoup à faire, lorsque son mari rentrait des champs et voulait voir sa femme bien mise. »  
Moyer était l'aînée d'une famille de six enfants ; cinq naquirent dans le Missouri. Ils vécurent sur la ferme jusqu'à ses quinze ans lorsque ses parents décidèrent de s'installer dans la capitale du comté pour offrir une meilleure éducation à leurs enfants. Cependant l'éducation y était médiocre et le père de Moyer s'avéra un meilleur professeur que ceux de l'institution officielle.
La vie à la ferme lui apprit à être débrouillarde et à supporter les situations difficiles ou déplaisantes. En effet, ils étaient les enfants de pionniers qui bâtirent leur vie à partir de rien et connurent, du fait de cette condition, beaucoup de moments difficiles. Son père, Charles L. Curtice, était né dans l'État de New York mais ce fut dans la cavalerie de l'Illinois, dans le sixième régiment, qu'il servit pendant la guerre de Sécession. Il fut mobilisé pendant quatre ans et sept mois. Sa mère, Nancy Elizabeth Tinsley venait du Tennessee et était la fille d'un père originaire de Virginie dont les ancêtres étaient anglais.
Moyer était, du côté de son père, parente avec la famille Wing : la mère de son père était Miriam Wing, née à Hoosick, dans l'État de New York. Elle avait un lien de parenté avec le Révérend Stephen Bachelder (aussi connu sous le nom de Bachelor. Ce prêtre fut connu pour ses sermons et pour ses propositions de réformes de l'église. Il fut curé de Whersvell dans le Hampshire avant d'émigrer en Amérique. La fille de Bachelder, Deborah épousa le révérend John Wing. C'est là que se trouve le lien entre Bachelder et Moyer puisque Bachelder est un beau-père Wing et que Moyer et une descendante des Wing. Ce lien familial avec le révérend Stephen Bachelder/Bachelor lui donna les qualifications nécessaires pour entrer dans le club des Colonial Dames of America (« Dames de l'Amérique coloniale »). Son lien avec David Wing, un quaker de Providence qui participa à la guerre d'indépendance dans le régiment du colonel John Blair lui donnait le droit d'adhérer au club des  Daughters of the American Revolution (« filles de la Révolution américaine »). Moyer peut aussi revendiquer des liens familiaux, par le biais du révérend Bachelor, avec Daniel Webster, J.G. Whittier et plusieurs autres écrivains de diverses renommées.

### Mariage et carrière
Au début des années 1900, la branche américaine de la famille Wing tint une réunion de famille à laquelle une bonne partie des cent mille parents revendiqués assista autour de feux de camp. En 1915, Moyer se maria avec Tuner C. Wing qui était son employeur à la Gorman Paint Company (Compagnie de peinture Gorman) où elle tenait un poste de secrétaire et de trésorière. Tuner C. Wing était un membre distingué de la branche de St. Louis de la famille Wing. Sir Arthur Wing Pinero, le dramaturge appartenait à cette même famille Wing mais dans la branche qui vivait en Angleterre.

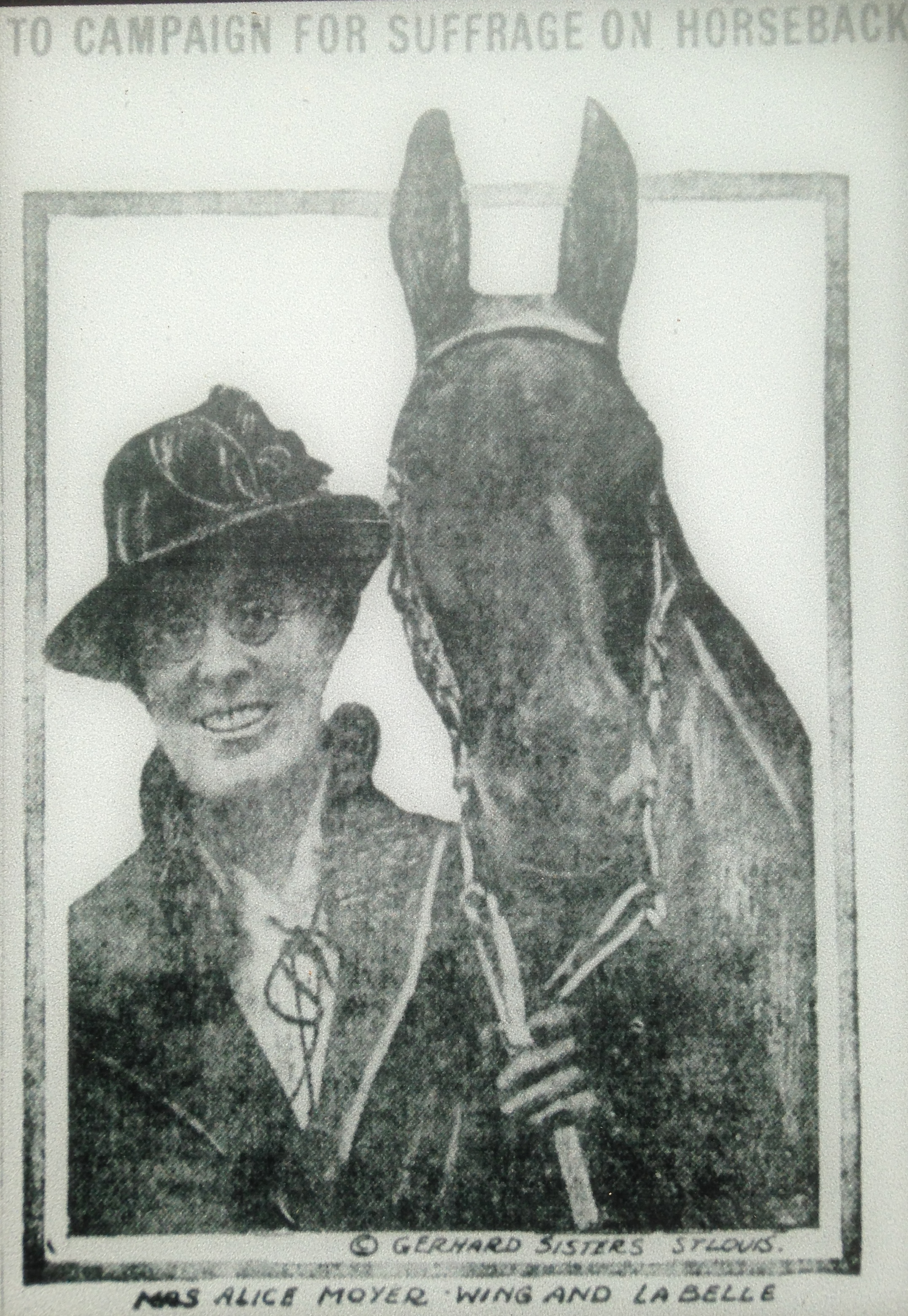
Alice Curtice Moyer, Sœurs Gerhard

Le premier mari d'Alice Moyer, Alberson Moyer, mourut alors que leurs enfants, Selma Van Buskirk et Charles Curtice Moyer étaient encore très jeunes. Alice Moyer dut donc subvenir financièrement aux besoins de sa famille. Elle choisit, pour répondre à ce besoin, le métier le plus accessible à l'époque pour une femme : sténographe. Elle partit d'El Paso, au Texas pour apprendre ce métier à St. Louis. Après dix semaines d'études, elle commença une mission de sténographe d'un an et demi puis déménagea au Kansas pour y occuper un poste de correspondante pour une usine. Elle gardait toujours ses enfants avec elle. Pendant qu'elle étudiait, ils étaient présents. Elle leur cousait des vêtements la nuit après avoir fini ses heures de travail. En plus de toutes ces activités, elle écrivit régulièrement des histoires pour un journal pour enfants et, parfois, des articles pour des journaux ou des magazines. Elle disait souvent ce que Sir Walter Raleigh disait en parlant de lui-même : « I can toil terribly » (« J'ai une capacité à travailler extraordinaire, qui me mène jusqu'à l'épuisement »). C'est au Kansas qu'Alice commença à militer pour le mouvement des suffragettes.
Après cinq années passées au Kansas et craignant de tomber en dépression, elle décida de devenir voyageur de commerce. Ce fut son activité pendant cinq ans. Puisque Moyer se déplaçait constamment, ses enfants allèrent vivre chez leurs grands-parents qui habitaient encore là où Alice avait grandi à Buffalo dans le comté de Dallas. Après avoir retrouvé la santé en travaillant sur la route, elle recommença à travailler dans des bureaux en tant que correspondante, responsable de département, gestionnaire de district ou formatrice pour ceux qui se destinaient à travailler sur la route. Elle tint ces postes à Kansas City, Chicago et Birmingham puis partit en février 1913 à St. Louis pour travailler en tant que secrétaire et trésorière pour la Gorman Paint Company (Compagnie de peinture Gorman).
Moyer dirigea la section communication de la St Louis Equal Suffrage League (Ligue de St. Louis pour un suffrage égalitaire) et fut choisie pour être la représentante de St. Louis dans le State Suffrage Press Committee (Comité de l'État chargé de la diffusion d'informations sur le suffrage). En 1916 le couple Moyer-Wing déménagea dans le comté rural de Wayne dans le Missouri où ils vécurent sur une ferme  près de Burbank au nord est de Greenville qui est la capitale du comté. Le départ de St. Louis fut causé par un événement précis de la vie de Moyer. Après l'un de ces discours de promotion du droit de vote pour les femmes, elle fut abordée par un homme qui le menaça de mort si elle continuait à militer pour cette cause. C'est ce traumatisme qui lui fit prendre la décision de déménager. En 1917 et 1918 elle reprit son activité militante en faveur du droit de vote des femmes en menant une campagne à cheval à travers les monts Ozarks. Elle traversa les massifs des Ozarks de l'est du Missouri avec son cheval qu'elle avait appelé Labelle et raconta ses aventures et sa mission de promotion du suffrage équitable dans des articles pleins d'humour dans le supplément magazine du dimanche du St. Louis Post Dispatch .
Dans les années 1920, elle fit régulièrement le trajet de Greenville à St. Louis, Kansas City ou Jefferson City en tant que cheffe du département du Missouri chargée de l'inspection industrielle. Ce poste était sous la tutelle du gouverneur  Arthur M. Hyde. Elle fut à nouveau nommée à ce poste en 1925 par  Sam A. Baker. Elle fut la première femme du Missouri à la tête d'une administration de niveau régional. Elle tint ce poste jusqu'en 1927 lorsque les prérogatives de cette administration furent transférées au département du travail de l'État (State Labor Department). Pendant la durée de son mandat, elle lutta contre ceux qui enfreignaient les lois sur le travail infantile et milita  pour la journée de neuf heures pour les femmes et pour la réduction du nombre d'accidents dans l'industrie. Elle nomma des femmes inspectrices dans l'industrie et insista pour qu'elles fussent payées au même salaire que les hommes qui avaient occupé le même poste précédemment. En 1924, elle mena une campagne infructueuse pour devenir la candidate républicaine au congrès du treizième district du Missouri. Elle demeura un membre actif de la Ligue des Votantes du Missouri (Missouri League of Women Voters) mais se retira de la vie publique. Elle continua, cependant à écrire et publia trois articles dans le Scribner's Magazine (Men Only (les hommes seulement) en septembre 1926 ; When a Woman is the Head (Quand une femme dirige) en juin 1927 ; et The Vote Our First Comeback (Le vote notre premier retour) en 1928 dans le numéro 84 du Scribner's Magazine aux pages 259 à 264).

### Décès
Elle mourut le 16 août 1937 et fut enterrée près de sa maison du comté de Wayne dans le cimetière de Crossroads Church (église du croisement des chemins) situé sur la route 502 du comté de Wayne au nord-est de Greenville. Un panneau qui raconte sa vie et son œuvre a été installé dans la Greenville Recreation Area (zone de loisirs de Greenville) sur la route 67 près du lac de Wappapello.